# SKA Petrohrad
SKA Petrohrad (rusky СКА Санкт-Петербург) je profesionální ruský hokejový tým, který hraje v KHL. Byl založen v roce 1946. Domácí aréna je Ledový palác s kapacitou 12 300 diváků.

## Úspěchy
- Vítězství ve Spenglerově poháru: 1970, 1971, 1977, 2010
- Gagarinův pohár: 2014/2015, 2016/2017

## Vývoj názvů týmu
- ODO Leningrad (1946–1956)
- LDO Leningrad (1956–1957)
- SKVO Leningrad (1957–1959)
- SKA Leningrad (1959–1991)
- SKA Sankt-Peterburg (od roku 1991)

## Přehled účasti v KHL
| Rusko                       |                          |                                                                       |                   |
| Sezóny                      | Soutěž                   | Play off                                                              | Kapitán           |
| 2008/2009                   | KHL                      | Osmifinále (prohra 0:3 na zápasy s HK Spartak Moskva)                 |                   |
| 2009/2010                   | KHL                      | Osmifinále (prohra 1:3 na zápasy s Dinamo Riga)                       |                   |
| 2010/2011                   | KHL                      | Čtvrtfinále (prohra 3:4 na zápasy s Atlant Mytišči)                   | Maxim Sušinskij   |
| 2011/2012                   | KHL                      | Semifinále (prohra 0:4 na zápasy s HK Dynamo Moskva)                  |                   |
| 2012/2013                   | KHL Vítěz základní části | Semifinále (prohra 2:4 na zápasy s HK Dynamo Moskva)                  | Ilja Kovalčuk     |
| 2013/2014                   | KHL                      | Čtvrtfinále (prohra 2:4 na zápasy s Lokomotiv Jaroslavl)              | Ilja Kovalčuk     |
| 2014/2015                   | KHL                      | Finále (vyhra 4:1 na zápasy s Ak Bars Kazaň) Gagarinův pohár          | Ilja Kovalčuk     |
| 2015/2016                   | KHL                      | Osmifinále (prohra 1:4 na zápasy s Lokomotiv Jaroslavl)               | Vadim Šipačov     |
| 2016/2017                   | KHL                      | Finále (vyhra 4:1 na zápasy s Metallurg Magnitogorsk) Gagarinův pohár | Pavel Dacjuk      |
| 2017/2018                   | KHL Vítěz základní části | Semifinále (prohra 2:4 na zápasy s CSKA Moskva)                       | Pavel Dacjuk      |
| 2018/2019                   | KHL                      | Semifinále (prohra 3:4 na zápasy s CSKA Moskva)                       | Pavel Dacjuk      |
| 2019/2020                   | KHL                      | play off se nedohrálo do konce                                        | Sergej Plotnikov  |
| 2020/2021                   | KHL                      | Semifinále (prohra 2:4 na zápasy s CSKA Moskva)                       | Jevgenij Ketov    |
| 2021/2022                   | KHL                      | Semifinále (prohra 3:4 na zápasy s CSKA Moskva)                       | nikdo             |
| 2022/2023                   | KHL                      | Semifinále (prohra 2:4 na zápasy s CSKA Moskva)                       | Dmitrij Jaškin    |
| 2023/2024                   | KHL                      | Čtvrtfinále (prohra 1:4 na zápasy s Avtomobilist Jekatěrinburg)       | Alexander Nikišin |
| 2024/2025                   | KHL                      | Čtvrtfinále (prohra 2:4 na zápasy s HK Dynamo Moskva)                 | Alexander Nikišin |
| Zdroj na Eliteprospects.com |                          |                                                                       |                   |

## Češi a Slováci v týmu
| Ročník                                                                   | Hráči ČR                                                                                           | Hráči SR  | Link |
| ------------------------------------------------------------------------ | -------------------------------------------------------------------------------------------------- | --------- | ---- |
| 2001/2002                                                                | nikdo                                                                                              | nikdo     |      |
| 2002/2003                                                                | nikdo                                                                                              | nikdo     |      |
| 2003/2004                                                                | nikdo                                                                                              | Ján Lašák |      |
| 2004/2005                                                                | nikdo                                                                                              | nikdo     |      |
| 2005/2006                                                                | Jiří Marušák, Michal Grošek                                                                        | nikdo     |      |
| 2006/2007                                                                | Martin Prusek                                                                                      | nikdo     |      |
| 2007/2008                                                                | nikdo                                                                                              | nikdo     |      |
| 2008/2009                                                                | nikdo                                                                                              | nikdo     |      |
| 2009/2010                                                                | Petr Čajánek                                                                                       | nikdo     |      |
| 2010/2011                                                                | Petr Čajánek, Jakub Štěpánek, Petr Průcha, Václav Sýkora (trenér)                                  | nikdo     |      |
| 2011/2012                                                                | Jakub Štěpánek, Petr Průcha, Miloš Říha (trenér)                                                   | nikdo     |      |
| 2012/2013                                                                | Jakub Štěpánek, Petr Průcha                                                                        | nikdo     |      |
| 2013/2014                                                                | Roman Červenka , Alexander Salák , Petr Průcha                                                     | nikdo     |      |
| 2014/2015                                                                | Roman Červenka - Gagarinův pohár, Alexander Salák v průběhu sezony přechod do HK Sibir Novosibirsk | nikdo     |      |
| 2015/2016                                                                | nikdo                                                                                              | nikdo     |      |
| 2016/2017                                                                | nikdo                                                                                              | nikdo     |      |
| 2017/2018                                                                | nikdo                                                                                              | nikdo     |      |
| 2018/2019                                                                | nikdo                                                                                              | nikdo     |      |
| 2019/2020                                                                | nikdo                                                                                              | nikdo     |      |
| 2020/2021                                                                | nikdo                                                                                              | nikdo     |      |
| 2021/2022                                                                | nikdo                                                                                              | nikdo     |      |
| 2022/2023                                                                | Dmitrij Jaškin                                                                                     | nikdo     |      |
| 2023/2024                                                                | nikdo                                                                                              | nikdo     |      |
| 2024/2025                                                                | nikdo                                                                                              | nikdo     |      |
| 2024/2025                                                                | nikdo                                                                                              | nikdo     |      |
| Češi - Zdroj na Eliteprospects.com Slováci - Zdroj na Eliteprospects.com | |           |      |